# Nisís Lagoúsa
Nisís Lagoúsa är en ö i Grekland.   Den ligger i prefekturen Nomós Attikís och regionen Attika, i den sydöstra delen av landet, 28 km sydväst om huvudstaden Aten. Arean är 0,20 kvadratkilometer.
Terrängen på Nisís Lagoúsa är platt. Öns högsta punkt är 30 meter över havet. Den sträcker sig 0,5 kilometer i nord-sydlig riktning, och 1,0 kilometer i öst-västlig riktning.